# Big Brother Brasil 7
Big Brother Brasil 7 foi a sétima temporada do reality show Big Brother Brasil, exibida pela TV Globo entre 9 de janeiro e 3 de abril de 2007, com 85 dias de confinamento. Foi apresentada por Pedro Bial e dirigida por José Bonifácio Brasil de Oliveira, o Boninho.
A edição terminou com a vitória do administrador de empresas Diego Gasques, que recebeu 91% dos votos. O prêmio foi de um milhão de reais sem desconto de impostos, e um carro Fiat Palio. Essa foi a maior porcentagem de aprovação pelo público para vencer até então, sendo superada posteriormente por Fael Cordeiro, do Big Brother Brasil 12, que obteve 92% para vencer.

## Antecedentes
Antes da estreia, a modelo e tradutora Iris Sharon Yumiko Ouchi foi desclassificada pela TV Globo, que alegou que a pré-selecionada era contratada da emissora SBT como assistente de palco do programa Topa ou não Topa. Em seu lugar entrou a promotora de eventos Flávia Viana. O engenheiro de produção Fernando Orozco, que chegou a entrar na casa, foi expulso poucas horas depois do confinamento iniciar após a direção tomar conhecimento de que o participante era amigo do filho de um diretor da Rede Globo, o que contraria as regras do reality show. O anúncio da expulsão foi feito no confessionário ao participante, cuja cena foi exibida no programa de estreia, e o skatista Felipe Cobra entrou como seu substituto no mesmo dia.
A estudante de Direito Liane Fernanda de Souza Mendes tinha sido uma das concorrentes da nova loira do grupo de axé É O Tchan no Domingão do Faustão em 1998 e, em seguida, tinha atuado em Malhação no papel de Paulinha, na 5.ª temporada.

## O jogo

### Repescagem
Pela primeira vez na história do programa, um participante eliminado pôde retornar ao jogo e competir novamente pelo prêmio final. Airton e Juliana foram eliminados juntos no terceiro dia de confinamento ao enfrentarem a dupla Alan Pierre e Flávia no Paredão formado através de uma prova surpresa no primeiro dia. Após a eliminação da dupla, foi aberta uma votação de repescagem para um dos dois terem a chance de voltar ao confinamento. Airton recebeu 68% dos votos do público e retornou ao programa na segunda semana.
| Candidato                | Idade | Ocupação  | Origem                         | Resultado     |
| ------------------------ | ----- | --------- | ------------------------------ | ------------- |
| Airton da Silva Cabral   | 25    | Designer  | Rio de Janeiro, Rio de Janeiro | Escolhido     |
| Juliana Lima de Regueiro | 29    | Tradutora | Brasília, Distrito Federal     | Não escolhida |

### Intercâmbio cultural
Esta foi a primeira edição do Big Brother Brasil em que houve um intercâmbio cultural com um Big Brother de outro país. O argentino Pablo Espósito, de 25 anos, recebeu 28% dos votos do público argentino dentre oito participantes eliminados do Gran Hermano Argentina 4 para vir ao Brasil. Pablo permaneceu por cinco dias (20 de março a 25 de março de 2007) no reality show brasileiro, e teve participação decisiva na prova semanal do Líder.
Ao mesmo tempo, os cinco participantes ainda confinados no Big Brother Brasil 7 (Airton, Analy, Bruna, Carollini e Diego) tiveram que escolher dois eliminados para disputarem uma votação popular (Big Boss) que decidiria quem iria para o reality show argentino. Alan Pierre Miranda e Íris Stefanelli foram os dois apontados pelos confinados, e Íris foi a escolhida pelo público brasileiro com 88% dos votos para ir ao Gran Hermano Argentina 4, onde também ficou por cinco dias (27 de março a 1 de abril de 2007).
| Candidato                       | Idade | Ocupação                            | Origem             | Resultado     |
| ------------------------------- | ----- | ----------------------------------- | ------------------ | ------------- |
| Alan Pierre de Carvalho Miranda | 21    | Estudante de Administração          | Recife, Pernambuco | Não escolhido |
| Irislene Stefanelli (Íris)      | 27    | Estudante de Enfermagem e sacoleira | Tupã, São Paulo    | Escolhida     |

## Participantes
- As informações referentes a idade e profissão dos participantes estão de acordo com o momento em que ingressaram no programa.

| Participante                                                | Idade | Ocupação                            | Origem                           | Resultado                                       | Ref.   |
| ----------------------------------------------------------- | ----- | ----------------------------------- | -------------------------------- | ----------------------------------------------- | ------ |
| Diego Bissolotti Gasques                                    | 25    | Administrador de empresas           | São Bernardo do Campo, São Paulo | Vencedor em 3 de abril de 2007                  | [ 20 ] |
| Carollini Honório da Silva Dias                             | 20    | Estudante de Direito                | Rio de Janeiro, Rio de Janeiro   | 2º lugar em 3 de abril de 2007                  | [ 21 ] |
| Bruna Maria Sieves Tavares                                  | 22    | Estudante de Administração          | Taió, Santa Catarina             | 14ª eliminada em 1 de abril de 2007             | [ 22 ] |
| Analy Ofenbock Rosa                                         | 30    | DJ e hostess                        | Curitiba, Paraná                 | 13ª eliminada em 27 de março de 2007            | [ 23 ] |
| Airton da Silva Cabral                                      | 25    | Designer                            | Rio de Janeiro, Rio de Janeiro   | 12º eliminado (2ª vez) em 25 de março de 2007   | [ 24 ] |
| Alberto Pimentel Baptista                                   | 30    | Analista financeiro                 | Manhuaçu, Minas Gerais           | 11º eliminado em 20 de março de 2007            | [ 25 ] |
| Fani Miranda Pacheco                                        | 24    | Promotora de marketing              | Nova Iguaçu, Rio de Janeiro      | 10ª eliminada em 13 de março de 2007            | [ 26 ] |
| Flávia Regina Viana                                         | 22    | Promotora de eventos                | São Paulo, São Paulo             | 9ª eliminada em 6 de março de 2007              | [ 27 ] |
| Irislene Stefanelli (Íris)                                  | 27    | Estudante de Enfermagem e sacoleira | Tupã, São Paulo                  | 8ª eliminada em 27 de fevereiro de 2007         | [ 28 ] |
| Bruno Ferreira de Avelar Jácome                             | 25    | Consultor de vendas                 | Timóteo, Minas Gerais            | 7º eliminado em 20 de fevereiro de 2007         | [ 29 ] |
| Fernando Luiz Bacalow da Silva                              | 23    | Bancário                            | Osasco, São Paulo                | 6º eliminado em 13 de fevereiro de 2007         | [ 30 ] |
| Felipe Cobra                                                | 30    | Skatista                            | Rio de Janeiro, Rio de Janeiro   | 5º eliminado em 6 de fevereiro de 2007          | [ 31 ] |
| Alan Pierre de Carvalho Miranda                             | 21    | Estudante de Administração          | Recife, Pernambuco               | 4º eliminado em 30 de janeiro de 2007           | [ 32 ] |
| Liane Fernanda de Souza Mendes                              | 26    | Estudante de Direito                | Florianópolis, Santa Catarina    | 3ª eliminada em 23 de janeiro de 2007           | [ 33 ] |
| Repescagem: Airton da Silva Cabral em 21 de janeiro de 2007 |       |                                     |                                  |                                                 |        |
| Daniel Ambrósio Bellangero                                  | 26    | Técnico esportivo                   | Barueri, São Paulo               | 2º eliminado em 16 de janeiro de 2007           | [ 34 ] |
| Airton da Silva Cabral                                      | 25    | Designer                            | Rio de Janeiro, Rio de Janeiro   | 1º eliminado¹ (1ª vez) em 11 de janeiro de 2007 | [ 24 ] |
| Juliana Lima de Regueiro                                    | 29    | Tradutora                           | Brasília, Distrito Federal       | 1ª eliminada¹ em 11 de janeiro de 2007          | [ 35 ] |
| Fernando Orozco Bitencourt de Oliveira                      | 27    | Engenheiro de Produção              | São Paulo, São Paulo             | Expulso em 9 de janeiro de 2007                 | [ 9 ]  |

Nota 1: Airton e Juliana foram eliminados simultaneamente em 11 de janeiro de 2007.

## Histórico
|                  | Sem 1                                  | Sem 1                     | Sem 1                    | Sem 2                           | Sem 3                         | Sem 4                    | Sem 5                           | Sem 6                   | Sem 7                   | Sem 8                    | Sem 9                   | Sem 10                    | Sem 11                   | Sem 11                      | Sem 12                      | Sem 12                   | Votos recebidos |
| Dia 1            | Repescagem                             | Dia 6                     | Dia 75                   | Sem 2                           | Sem 3                         | Sem 4                    | Sem 5                           | Sem 6                   | Sem 7                   | Sem 8                    | Sem 9                   | Sem 10                    | Dia 76                   | Dia 81                      | Final                       |                          | Votos recebidos |
| ---------------- | -------------------------------------- | ------------------------- | ------------------------ | ------------------------------- | ----------------------------- | ------------------------ | ------------------------------- | ----------------------- | ----------------------- | ------------------------ | ----------------------- | ------------------------- | ------------------------ | --------------------------- | --------------------------- | ------------------------ | --------------- |
| Líder            | (nenhum)                               | (nenhum)                  | Alan Pierre Flávia       | Bruna                           | Fani                          | Diego                    | Fani                            | Bruna                   | Alberto                 | Bruna                    | Alberto                 | Carollini                 | Carollini                | Diego                       | Diego                       | (nenhum)                 |                 |
| Anjo             | (nenhum)                               | (nenhum)                  | Diego                    | Felipe                          | Alberto                       | Íris                     | Bruna                           | Bruno                   | Íris                    | Analy                    | Airton                  | Alberto                   | (nenhum)                 | (nenhum)                    | (nenhum)                    | (nenhum)                 |                 |
| Imunizado        | (nenhum)                               | (nenhum)                  | Alberto                  | Alberto                         | Fernando Luiz                 | Fani                     | Alberto                         | Carollini               | Diego                   | Fani                     | Bruna                   | Bruna                     | (nenhum)                 | (nenhum)                    | (nenhum)                    | (nenhum)                 |                 |
| Poder do Veto    | (nenhum)                               | (nenhum)                  | Bruno                    | Bruno                           | Felipe                        | Flávia                   | Bruno                           | Alberto Analy           | Analy                   | Alberto                  | Analy                   | Analy                     | (nenhum)                 | (nenhum)                    | (nenhum)                    | (nenhum)                 |                 |
| Indicado (Líder) | Airton Alan Pierre Flávia Juliana      | (nenhum)                  | Daniel                   | Fernando Luiz                   | Alan Pierre                   | Felipe                   | Fernando Luiz                   | Bruno                   | Íris                    | Flávia                   | Fani                    | Alberto                   | Airton                   | Analy                       | Bruna Carollini             | (nenhum)                 |                 |
| Indicado (Casa)  | Airton Alan Pierre Flávia Juliana      | (nenhum)                  | Bruno                    | Liane                           | Íris                          | Alberto                  | Diego                           | Íris                    | Diego                   | Diego                    | Diego                   | Analy                     | Diego                    | Carollini                   | Bruna Carollini             | (nenhum)                 |                 |
|                  |                                        |                           |                          |                                 |                               |                          |                                 |                         |                         |                          |                         |                           |                          |                             |                             |                          |                 |
| Diego            | Não elegível                           | Casa BBB                  | Carollini                | Alan Pierre                     | Bruno                         | Líder                    | Airton                          | Alberto                 | Airton                  | Alberto                  | Airton                  | Analy                     | Bruna                    | Líder                       | Líder                       | Vencedor (Dia 85)        | 22              |
| Carollini        | Não elegível                           | Casa BBB                  | Diego                    | Liane                           | Diego                         | Fernando Luiz            | Diego                           | Íris                    | Diego                   | Diego                    | Diego                   | Líder                     | Líder                    | Não elegível                | Paredão                     | 2º lugar (Dia 85)        | 5               |
| Bruna            | Não elegível                           | Casa BBB                  | Bruno                    | Líder                           | Bruno                         | Bruno                    | Diego                           | Íris                    | Diego                   | Líder                    | Diego                   | Diego                     | Diego                    | Não elegível                | Paredão                     | Eliminada (Dia 83)       | 2               |
| Analy            | Não elegível                           | Casa BBB                  | Liane                    | Liane                           | Íris                          | Fernando Luiz            | Diego                           | Flávia                  | Diego                   | Diego                    | Airton                  | Diego                     | Diego                    | Carollini                   | Eliminada (Dia 78)          | Eliminada (Dia 78)       | 8               |
| Airton           | Paredão                                | Repescagem BBB            | Eliminado (Dia 3)        | Íris                            | Íris                          | Bruno                    | Íris                            | Íris                    | Diego                   | Diego                    | Diego                   | Analy                     | Analy                    | Eliminado (Dia 76)          | Eliminado (Dia 76)          | Eliminado (Dia 76)       | 11              |
| Alberto          | Não elegível                           | Casa BBB                  | Íris                     | Íris                            | Íris                          | Íris                     | Íris                            | Íris                    | Líder                   | Diego                    | Diego                   | Analy                     | Eliminado (Dia 71)       | Eliminado (Dia 71)          | Eliminado (Dia 71)          | Eliminado (Dia 71)       | 12              |
| Fani             | Não elegível                           | Casa BBB                  | Bruno                    | Alan Pierre                     | Líder                         | Alberto                  | Diego                           | Alberto                 | Carollini               | Alberto                  | Airton                  | Eliminada (Dia 64)        | Eliminada (Dia 64)       | Eliminada (Dia 64)          | Eliminada (Dia 64)          | Eliminada (Dia 64)       | 5               |
| Flávia           | Paredão                                | Casa BBB                  | Líder                    | Liane                           | Airton                        | Alberto                  | Bruno                           | Analy                   | Airton                  | Alberto                  | Eliminada (Dia 57)      | Eliminada (Dia 57)        | Eliminada (Dia 57)       | Eliminada (Dia 57)          | Eliminada (Dia 57)          | Eliminada (Dia 57)       | 3               |
| Íris             | Não elegível                           | Casa BBB                  | Felipe                   | Felipe                          | Airton                        | Analy                    | Airton                          | Alberto                 | Airton                  | Eliminada (Dia 50)       | Eliminada (Dia 50)      | Eliminada (Dia 50)        | Eliminada (Dia 50)       | Eliminada (Dia 50)          | Eliminada (Dia 50)          | Eliminada (Dia 50)       | 18              |
| Bruno            | Não elegível                           | Casa BBB                  | Fani                     | Liane                           | Alberto                       | Alberto                  | Bruna                           | Fani                    | Eliminado (Dia 43)      | Eliminado (Dia 43)       | Eliminado (Dia 43)      | Eliminado (Dia 43)        | Eliminado (Dia 43)       | Eliminado (Dia 43)          | Eliminado (Dia 43)          | Eliminado (Dia 43)       | 10              |
| Fernando Luiz    | Não elegível                           | Casa BBB                  | Bruno                    | Carollini                       | Carollini                     | Íris                     | Íris                            | Eliminado (Dia 36)      | Eliminado (Dia 36)      | Eliminado (Dia 36)       | Eliminado (Dia 36)      | Eliminado (Dia 36)        | Eliminado (Dia 36)       | Eliminado (Dia 36)          | Eliminado (Dia 36)          | Eliminado (Dia 36)       | 4               |
| Felipe           | Não elegível                           | Casa BBB                  | Analy                    | Íris                            | Íris                          | Flávia                   | Eliminado (Dia 29)              | Eliminado (Dia 29)      | Eliminado (Dia 29)      | Eliminado (Dia 29)       | Eliminado (Dia 29)      | Eliminado (Dia 29)        | Eliminado (Dia 29)       | Eliminado (Dia 29)          | Eliminado (Dia 29)          | Eliminado (Dia 29)       | 3               |
| Alan Pierre      | Paredão                                | Casa BBB                  | Líder                    | Fani                            | Alberto                       | Eliminado (Dia 22)       | Eliminado (Dia 22)              | Eliminado (Dia 22)      | Eliminado (Dia 22)      | Eliminado (Dia 22)       | Eliminado (Dia 22)      | Eliminado (Dia 22)        | Eliminado (Dia 22)       | Eliminado (Dia 22)          | Eliminado (Dia 22)          | Eliminado (Dia 22)       | 4               |
| Liane            | Não elegível                           | Casa BBB                  | Bruno                    | Alan Pierre                     | Eliminada (Dia 15)            | Eliminada (Dia 15)       | Eliminada (Dia 15)              | Eliminada (Dia 15)      | Eliminada (Dia 15)      | Eliminada (Dia 15)       | Eliminada (Dia 15)      | Eliminada (Dia 15)        | Eliminada (Dia 15)       | Eliminada (Dia 15)          | Eliminada (Dia 15)          | Eliminada (Dia 15)       | 5               |
| Daniel           | Não elegível                           | Casa BBB                  | Fani                     | Eliminado (Dia 8)               | Eliminado (Dia 8)             | Eliminado (Dia 8)        | Eliminado (Dia 8)               | Eliminado (Dia 8)       | Eliminado (Dia 8)       | Eliminado (Dia 8)        | Eliminado (Dia 8)       | Eliminado (Dia 8)         | Eliminado (Dia 8)        | Eliminado (Dia 8)           | Eliminado (Dia 8)           | Eliminado (Dia 8)        | 1               |
| Juliana          | Paredão                                | Repescagem BBB            | Eliminada (Dia 3)        | Eliminada (Dia 3)               | Eliminada (Dia 3)             | Eliminada (Dia 3)        | Eliminada (Dia 3)               | Eliminada (Dia 3)       | Eliminada (Dia 3)       | Eliminada (Dia 3)        | Eliminada (Dia 3)       | Eliminada (Dia 3)         | Eliminada (Dia 3)        | Eliminada (Dia 3)           | Eliminada (Dia 3)           | Eliminada (Dia 3)        | 0               |
| Fernando Orozco  | Expulso (Dia 1)                        | Expulso (Dia 1)           | Expulso (Dia 1)          | Expulso (Dia 1)                 | Expulso (Dia 1)               | Expulso (Dia 1)          | Expulso (Dia 1)                 | Expulso (Dia 1)         | Expulso (Dia 1)         | Expulso (Dia 1)          | Expulso (Dia 1)         | Expulso (Dia 1)           | Expulso (Dia 1)          | Expulso (Dia 1)             | Expulso (Dia 1)             | Expulso (Dia 1)          | 0               |
|                  |                                        |                           |                          |                                 |                               |                          |                                 |                         |                         |                          |                         |                           |                          |                             |                             |                          |                 |
| Notas            | 1, 2                                   | 3                         | 4                        | 5                               | (nenhuma)                     | (nenhuma)                | 6                               | 7                       | 8                       | (nenhuma)                | 9                       | (nenhuma)                 | (nenhuma)                | 10                          | 11                          | 12                       |                 |
| Paredão          | Airton & Juliana Alan Pierre & Flávia  | Airton Juliana            | Bruno Daniel             | Fernando Luiz Liane             | Alan Pierre Íris              | Alberto Felipe           | Diego Fernando Luiz             | Bruno Íris              | Diego Íris              | Diego Flávia             | Diego Fani              | Alberto Analy             | Airton Diego             | Analy Carollini             | Bruna Carollini             | Carollini Diego          |                 |
| Expulso          | Fernando Orozco                        | (nenhum)                  | (nenhum)                 | (nenhum)                        | (nenhum)                      | (nenhum)                 | (nenhum)                        | (nenhum)                | (nenhum)                | (nenhum)                 | (nenhum)                | (nenhum)                  | (nenhum)                 | (nenhum)                    | (nenhum)                    | (nenhum)                 |                 |
| Eliminado        | Airton & Juliana 56% para eliminar     | Airton 68% para retornar  | Daniel 72% para eliminar | Liane 74% para eliminar         | Alan Pierre 66% para eliminar | Felipe 93% para eliminar | Fernando Luiz 78% para eliminar | Bruno 72% para eliminar | Íris 57% para eliminar  | Flávia 77% para eliminar | Fani 89% para eliminar  | Alberto 85% para eliminar | Airton 91% para eliminar | Analy 69% para eliminar     | Bruna 67% para eliminar     | Carollini 9% para vencer |                 |
| Outras %         | Alan Pierre & Flávia 44% para eliminar | Juliana 32% para retornar | Bruno 28% para eliminar  | Fernando Luiz 26% para eliminar | Íris 34% para eliminar        | Alberto 7% para eliminar | Diego 22% para eliminar         | Íris 28% para eliminar  | Diego 43% para eliminar | Diego 23% para eliminar  | Diego 11% para eliminar | Analy 15% para eliminar   | Diego 9% para eliminar   | Carollini 31% para eliminar | Carollini 33% para eliminar | Diego 91% para vencer    |                 |

## BBB Só Para Maiores
BBB Só Para Maiores foi um programa à parte do Big Brother Brasil 7, exibido semanalmente de 17 de janeiro a 21 de março de 2007 nas madrugadas da TV Globo, após o horário destinado às séries Lost e 24 Horas e ao Programa do Jô.
No programa, o apresentador Vinícius Valverde mostrava e comentava cenas ousadas ou inusitadas que não foram exibidas no compacto do reality show. Também realizava uma entrevista com a pessoa eliminada no dia anterior no Big Brother Brasil e essa pessoa sofria um "julgamento" bem humorado pelos telespectadores que culminava na entrega de um troféu quanto à participação no reality show: Eu Participei, para participações positivas, que conquistaram o público, e Saco da Vergonha, para as participações consideradas negativas, rejeitadas pelo público.
Apesar deste programa ter um título que sugere que é impróprio para menores de 18 anos, seu conteúdo não era apelativo e não sofreu classificação etária.

### Troféu
O último episódio foi ao ar duas semanas antes do fim do BBB7, por isso Airton, Analy, Bruna, Carollini e Diego não foram ao BBB Só Para Maiores por ainda estarem confinados na casa. Os participantes Fernando Orozco e Juliana também não foram ao programa.
No total, seis participantes receberam o troféu "Eu Participei" contra quatro que receberam o "Saco da Vergonha". São eles:
| Episódio | Exibição original       | Participante          | Troféu                 |
| -------- | ----------------------- | --------------------- | ---------------------- |
| 1        | 17 de janeiro de 2007   | Daniel Bellangero     | Eu Participei (51%)    |
| 2        | 24 de janeiro de 2007   | Liane de Souza        | Saco da Vergonha (56%) |
| 3        | 31 de janeiro de 2007   | Alan Pierre Miranda   | Eu Participei (69%)    |
| 4        | 7 de fevereiro de 2007  | Felipe Cobra          | Saco da Vergonha (90%) |
| 5        | 14 de fevereiro de 2007 | Fernando Luiz Bacalow | Eu Participei (64%)    |
| 6        | 21 de fevereiro de 2007 | Bruno Jácome          | Eu Participei (75%)    |
| 7        | 28 de fevereiro de 2007 | Íris Stefanelli       | Eu Participei (76%)    |
| 8        | 7 de março de 2007      | Flávia Viana          | Eu Participei (87%)    |
| 9        | 14 de março de 2007     | Fani Pacheco          | Saco da Vergonha (78%) |
| 10       | 21 de março de 2007     | Alberto Pimentel      | Saco da Vergonha (85%) |

## Classificação geral
| Pos. | Participante          | Meio de indicação              | % dos votos | Eliminado em |
| ---- | --------------------- | ------------------------------ | ----------- | ------------ |
| 1    | Diego Gasques         | Finalista                      | 91%         | —            |
| 2    | Carollini Honório     | Finalista                      | 9%          | —            |
| 3    | Bruna Tavares         | Prova do Líder                 | 67%         | Semana 12    |
| 4    | Analy Rosa            | Líder (Diego)                  | 69%         | Semana 11    |
| 5    | Airton Cabral         | Líder (Carollini)              | 91%         | Semana 11    |
| 6    | Alberto Pimentel      | Líder (Carollini)              | 85%         | Semana 10    |
| 7    | Fani Pacheco          | Líder (Alberto)                | 89%         | Semana 9     |
| 8    | Flávia Viana          | Líder (Bruna)                  | 77%         | Semana 8     |
| 9    | Íris Stefanelli       | Líder (Alberto)                | 57%         | Semana 7     |
| 10   | Bruno Jácome          | Líder (Bruna)                  | 72%         | Semana 6     |
| 11   | Fernando Luiz Bacalow | Líder (Fani)                   | 78%         | Semana 5     |
| 12   | Felipe Cobra          | Líder (Diego)                  | 93%         | Semana 4     |
| 13   | Alan Pierre Miranda   | Líder (Fani)                   | 66%         | Semana 3     |
| 14   | Liane de Souza        | Casa (4 votos)                 | 74%         | Semana 2     |
| 15   | Daniel Bellangero     | Líderes (Alan Pierre e Flávia) | 72%         | Semana 1     |
| Ret. | Airton Cabral         | Prova Surpresa                 | 56%         | Semana 1     |
| 16   | Juliana Regueiro      | Prova Surpresa                 | 56%         | Semana 1     |
| 17   | Fernando Orozco       | Expulso                        | Expulso     | Semana 1     |